# Рассвет (Молдова)
Рассвет (рум. Rassvet) — село в Страшенском районе Молдовы. Входит в состав города Быковец.

## География
Село расположено на высоте 129 метров над уровнем моря.

## Население
По данным переписи населения 2004 года, в селе Рассвет проживает 345 человек (170 мужчин, 175 женщин).
Этнический состав села:
| Национальность | Число жителей | Процентный состав |
| -------------- | ------------- | ----------------- |
| молдаване      | 322           | 93.33             |
| русские        | 10            | 2.9               |
| украинцы       | 6             | 1.74              |
| румыны         | 6             | 1.74              |
| болгары        | 1             | 0.29              |
| Всего          | 345           | 100%              |